# Goiatuba
Goiatuba è un comune del Brasile nello Stato del Goiás, parte della mesoregione del Sul Goiano e della microregione di Meia Ponte.